# Diócesis de Kotido
La diócesis de Kotido (en latín: Dioecesis Kotidoensis, en inglés: Roman Catholic Diocese of Kotido) es una circunscripción eclesiástica de la Iglesia católica en Uganda. Se trata de una diócesis latina, sufragánea de la arquidiócesis de Tororo. Desde el 25 de octubre de 2022 su obispo es Dominic Eibu de los combonianos.

## Territorio y organización
La diócesis tiene 13 550 km² y extiende su jurisdicción sobre los fieles católicos de rito latino residentes en los distritos de Kaabong, Kotido y Abim en la región Septentrional.
La sede de la diócesis se encuentra en la ciudad de Kotido, en donde se halla la Catedral del Buen Pastor.
En 2019 en la diócesis existían 10 parroquias.

## Historia
La diócesis fue erigida el 20 de mayo de 1991 con la bula Florem Africanae del papa Juan Pablo II, obteniendo el territorio de la diócesis de Moroto.
Originalmente sufragánea de la arquidiócesis de Kampala, el 2 de enero de 1999 pasó a formar parte de la provincia eclesiástica de Tororo.

## Estadísticas
Según el Anuario Pontificio 2020 la diócesis tenía a fines de 2019 un total de 193 010 fieles bautizados.
| Año                                                                             | Población            | Población | Población      | Sacerdotes | Sacerdotes    | Sacerdotes    | Bautizados por sacerdote | Diáconos permanentes | Religiosos | Religiosos | Parroquias |
| Año                                                                             | Bautizados católicos | Total     | % de católicos | Total      | Clero secular | Clero regular | Bautizados por sacerdote | Diáconos permanentes | Varones    | Mujeres    | Parroquias |
| ------------------------------------------------------------------------------- | -------------------- | --------- | -------------- | ---------- | ------------- | ------------- | ------------------------ | -------------------- | ---------- | ---------- | ---------- |
| 1999                                                                            | 101 558              | 234 000   | 43.4           | 22         | 6             | 16            | 4616                     |                      | 21         | 26         | 9          |
| 2000                                                                            | 107 000              | 234 000   | 45.7           | 23         | 9             | 14            | 4652                     |                      | 18         | 24         | 9          |
| 2001                                                                            | 110 907              | 241 000   | 46.0           | 21         | 8             | 13            | 5281                     |                      | 17         | 26         | 9          |
| 2002                                                                            | 114 232              | 259 629   | 44.0           | 23         | 10            | 13            | 4966                     |                      | 16         | 24         | 9          |
| 2003                                                                            | 117 647              | 602 003   | 19.5           | 22         | 12            | 10            | 5347                     |                      | 13         | 25         | 9          |
| 2004                                                                            | 130 150              | 283 640   | 45.9           | 21         | 11            | 10            | 6197                     |                      | 13         | 30         | 9          |
| 2007                                                                            | 130 475              | 305 000   | 42.3           | 20         | 10            | 10            | 6523                     |                      | 12         | 32         | 9          |
| 2013                                                                            | 173 460              | 383 000   | 45.3           | 25         | 16            | 9             | 6938                     |                      | 11         | 34         | 10         |
| 2016                                                                            | 169 215              | 460 418   | 36.8           | 24         | 15            | 9             | 7050                     |                      | 9          | 36         | 10         |
| 2019                                                                            | 193 010              | 499 442   | 38.6           | 30         | 18            | 12            | 6433                     |                      | 13         | 32         | 10         |
| Fuente: Catholic-Hierarchy, que a su vez toma los datos del Anuario Pontificio. |                      |           |                |            |               |               |                          |                      |            |            |            |

## Episcopologio
- Denis Kiwanuka Lote † (20 de mayo de 1991-27 de junio de 2007 nombrado arzobispo de Tororo)
  - Sede vacante (2007-2009)
- Giuseppe Filippi, M.C.C.I. (17 de agosto de 2009-25 de octubre de 2022 retirado)
- Dominic Eibu, M.C.C.I., desde el 25 de octubre de 2022